# Llista de castells de Letònia

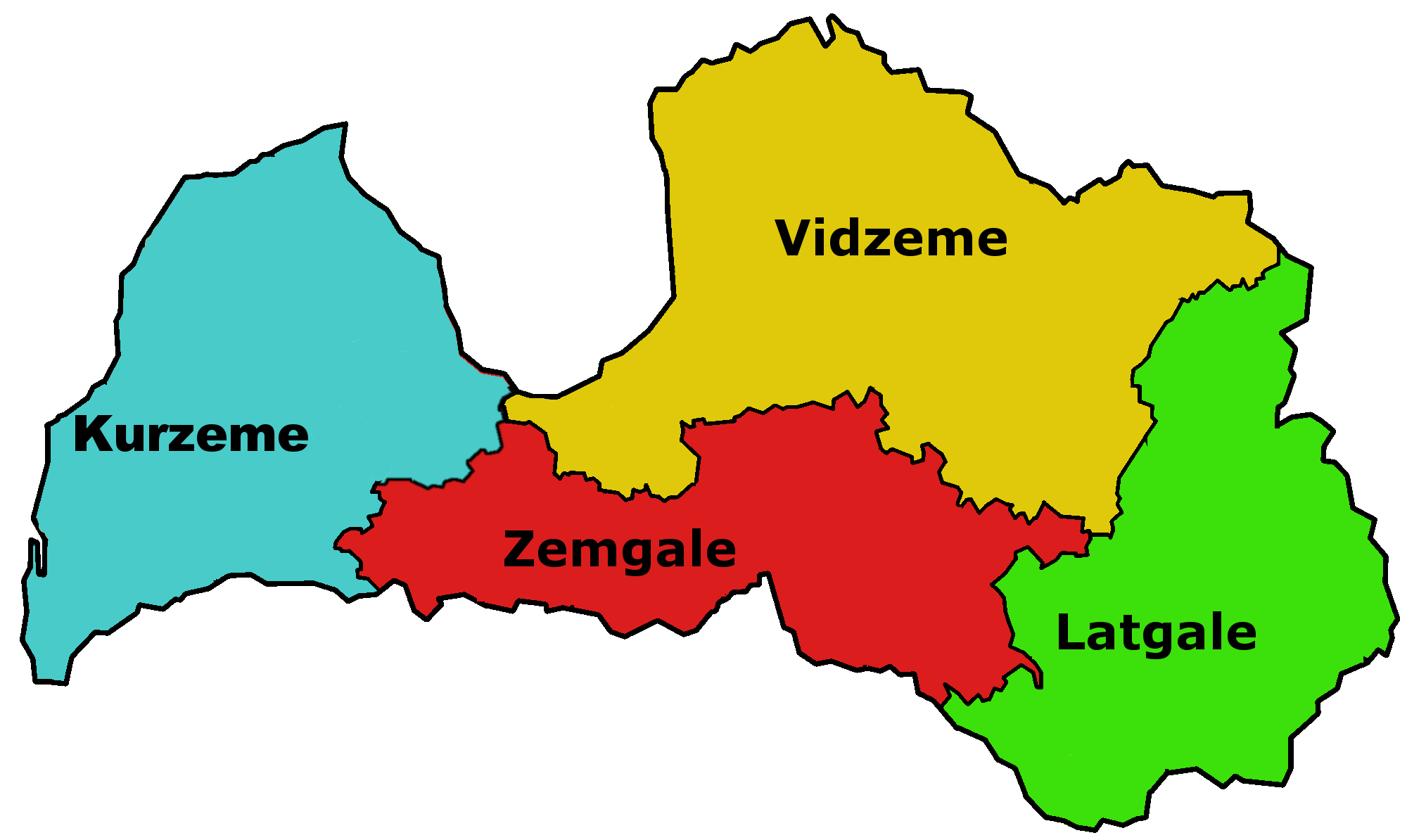
Les quatre regions administratives de Letònia

La llista dels castells a Letònia, inclou residències fortificades de conqueridors europeus occidentals construïdes en la zona de l'actual Letònia abans del segle xvii. N'hi ha al voltant de 140 castells medievals, per tant, aquesta llista no és completa.

## Taula de continguts

### Curlàndia
| Imatge               | Nom                  | Data de construcció | Localització                           | Estat actual |
| -------------------- | -------------------- | ------------------- | -------------------------------------- | ------------ |
| Castell d'Aizpute    | Castell d'Aizpute    | Fi del segle xiii   | Aizpute Municipi d'Aizpute             | Ruïnes       |
| Castell d'Alsunga    | Castell d'Alsunga    | 1341                | Alsunga Municipi d'Alsunga             | Bo           |
|                      | Dunalka Old Manor    | 1578                | Dunalkas pagasts Municipi de Durbe     | Ruïnes       |
| Castell de Dundaga   | Castell de Dundaga   | Finals segle xiii   | Dundaga Municipi de Dundaga            | Bo           |
| Castell d'Ēdole      | Castell d'Ēdole      | Entre 1264-1267     | Municipi de Kuldīga                    | Bo           |
| Castell d'Embūte     | Castell d'Embūte     | 1265                | Parròquia d'Embūte Municipi de Vaiņode | Ruïnes       |
| Castell de Grobiņa   | Castell de Grobiņa   | 1253                | Grobiņa Municipi de Grobiņa            | Ruïnes       |
| Castell de Piltene   | Castell de Piltene   | Segle XIII          | Piltene Municipi de Piltene            | Ruïnes       |
| Castell de Ventspils | Castell de Ventspils | 1290                | Ventspils Municipi de Ventspils        | Bo           |

### Zemgale
| Imatge                | Nom                   | Data de construcció | Localització                  | Estat actual                                       |
| --------------------- | --------------------- | ------------------- | ----------------------------- | -------------------------------------------------- |
| Castell de Bauska     | Castell de Bauska     | 1443                | Bauska Municipi de Bauska     | Part medieval en ruïnes. Estat bo del Renaixement. |
| Castell de Dobele     | Castell de Dobele     | Entre 1335 i 1339   | Dobele Municipi de Dobele     | Ruïnes                                             |
| Castell de Jaunpil    | Castell de Jaunpil    | 1301                | Jaunpils Municipi de Jaunpils | Bo                                                 |
| Castell de Šlokenbeka | Castell de Šlokenbeka | 1544                | Smārde Municipi d'Engure      | Bo                                                 |

### Vidzeme
| Imatge                      | Nom                         | Data de construcció        | Localització                        | Estat actual        |
| --------------------------- | --------------------------- | -------------------------- | ----------------------------------- | ------------------- |
| Castell d'Aizkraukle        | Castell d'Aizkraukle        | Segona mitad del segle XIV | Aizkraukle Municipi d'Aizkraukle    | Ruïnes              |
| Castell d'Alūksne           | Castell d'Alūksne           | 1342                       | Alūksne Municipi d'Alūksne          | Ruïnes              |
| Castell de Burtnieki        | Castell de Burtnieki        | 1366                       | Burtnieki Municipi de Burtnieki     | Ruïnes              |
| Castell de Cēsis            | Castell de Cēsis            | 1213-1218                  | Cēsis Municipi de Cēsis             | Bo                  |
| Castell de Daugavgrīva      | Castell de Daugavgrīva      | 1208                       | Daugavgrīva Riga                    | Ruïnes              |
| Castell de Gaujiena         | Castell de Gaujiena         | 1236-1238                  | Gaujiena Municipi d'Ape             | Ruïnes              |
| Castell de Koknese          | Castell de Koknese          | 1210                       | Koknese Municipi de Koknese         | Ruïnes              |
| Castell de Krimulda         | Castell de Krimulda         | Segle XIII                 | Sigulda Municipi de Sigulda         | Ruïnes              |
| Castell de Lielstraupe      | Castell de Lielstraupe      | Segle XIII                 | Straupe Municipi de Pārgauja        | Bo                  |
| Castell de Lielvārde        | Castell de Lielvārde        | 1248?                      | Lielvārde Raion d'Ogres             | Ruïnes              |
| Castell de Rauna            | Castell de Rauna            | 1381                       | Rauna Municipi de Rauna             | Ruïnes              |
| Castell de Riga             | Castell de Riga             | 1330-1340                  | Riga                                | Bo                  |
| Fortalesa de Salacgrīva     | Fortalesa de Salacgrīva     | 1226                       | Salacgrīva Municipi de Salacgrīva   | Ruïnes              |
| Castell medieval de Sigulda | Castell medieval de Sigulda | 1207-1209                  | Sigulda                             | Ruïnes              |
| Castell de Turaida          | Castell de Turaida          | 1214                       | Turaida                             | Parts reconstruïdes |
| Castell de Vecdole          | Castell de Vecdole          | 1226                       | Salaspils municipi de Salaspils     | Ruïnes              |
| Castell de Vecpiebalga      | Castell de Vecpiebalga      | 1318                       | Vecpiebalga Municipi de Vecpiebalga | Ruïnes              |

### Letgàlia
| Imatge                    | Nom                  | Data de construcció | Localització                 | Estat actual        |
| ------------------------- | -------------------- | ------------------- | ---------------------------- | ------------------- |
| Maqueta del castell       | Castell de Dinaburga | 1273-1277           | Daugavpils                   | Ruïnes              |
| Castell de Krustpils      | Castell de Krustpils | Segle XIII          | Jēkabpils Raion de Jekabpils | Reconstruït el 1991 |
| Castell de Ludza          | Castell de Ludza     | 1443                | Ludza Raion de Ludza         | Ruïnes              |
| Dibuix del castell (1797) | Castell de Viļaka    | Fi del segle XV     | Viļaka Municipi de Viļaka    | Ruïnes              |
| Castell de Rēzekne        | Castell de Rēzekne   | 1285                | Rēzekne                      | Ruïnes              |